# Susie Orbach
Pour les articles homonymes, voir Orbach.
Susie Orbach (Londres, 1946) est une psychothérapeute et psychanalyste britannique, auteure de plusieurs ouvrages sur le surpoids.
En 1976, elle crée à Londres, avec Luise Eichenbaum, le Women's Therapy Centre, puis en 1981, à New York, le Women's Therapy Centre Institute.
Elle enseigne comme professeure invité à la London School of Economics tout en ayant une clientèle privée. Elle a été la thérapeute de Lady Di.
Elle a écrit Fat is a Feminist Issue en 1978, best-seller traduit en France sous le titre Le poids, un enjeu féministe (Marabout, 2017), puis Fat is a Feminist Issue II en 1982, What's Really Going on Here en 1993, Towards Emotional Literacy en 1999, The Impossibility of Sex en 1999 et Susie Orbach on Eating en 2001.
Elle est membre du comité de parrainage du Tribunal Russell sur la Palestine dont le début des travaux a été présenté le 4 mars 2009.

## Famille
Orbach a vécu plus de 30 ans avec Joseph Schwartz, le père de ses deux enfants. Selon l'écrivaine Jeanette Winterson, son épouse, Orbach « se désigne elle-même comme post-hétérosexuelle ».